# Erwin Hiebert
Pour les articles homonymes, voir Hiebert.
Erwin Nick Hiebert (27 mai 1919 à Waldheim, Saskatchewan ; 28 novembre 2012 à Waltham, Massachusetts) est un physicien et historien des sciences canado-américain.

## Biographie
Hiebert venait d'une grande famille mennonite, son père était missionnaire dans l'Église mennonite et sa mère venait d'une famille mennonite de l'Oklahoma. Il a fréquenté l'école à Winnipeg et a étudié la chimie et les mathématiques dans les collèges mennonites de Hillsboro (Tabor College) et North Newton (Bethel College) au Kansas. Il obtient son baccalauréat en 1941 et poursuit ses études à l'université du Kansas à Lawrence avec une maîtrise en physique et chimie en 1943. La même année, il épousa Elfrieda Franz, une pianiste, et s'installa à Whiting, dans l'Indiana, où il devint chimiste-chercheur à la Standard Oil of Indiana. Là, il a travaillé sur le projet Manhattan (Metallurgical Laboratories de l'Université de Chicago). En 1946/47, il était à Washington dans le département scientifique du Département de la guerre (en tant qu'assistant de son directeur) puis à l'Institute for Metals Research de l'Université de Chicago. En 1949, il y obtient une maîtrise en chimie physique. Inspiré par les conférences d'Alexandre Koyré, il se tourne vers l'histoire des sciences et entame sa thèse de doctorat à l'université de Chicago en histoire de la chimie. Tout en préparant sa thèse, il est devenu professeur adjoint de chimie au San Francisco State College en 1952. En 1954, il obtient son doctorat et est chargé de cours Fulbright à l'Institut Max-Planck de physique de Göttingen en 1954/55 (où sa femme est également boursière Fulbright en histoire de la musique). De 1955 à 1957, il a été professeur d'histoire des sciences à l'université Harvard. Il a ensuite enseigné à l'université du Wisconsin, d'abord à partir de 1957 en tant que professeur assistant puis en tant que professeur. À partir de 1970, il a été professeur à Harvard, où il a été président du département d'histoire des sciences de 1977 à 1984. En 1989, il prend sa retraite.
En 1961, il a été chercheur invité (American Scholar) à Kaboul, en 1961/62 et 1968/69 à l'Institute for Advanced Study, en 1964/65 professeur invité à l'Université Eberhard Karl de Tübingen et en 1965 professeur invité à Harvard. 1978/79, il a été professeur invité à Bielefeld, 1973 et 1981 à l'Université hébraïque de Jérusalem, dans les années 1980 à plusieurs reprises au Churchill College de l'Université de Cambridge (1984/85 en tant que boursier), 1985 à Pékin et 1987/88, 1998, 2002 et 2007 à Berlin et 1991/92 à Göttingen.
Il a traité avec Walther Nernst, Ludwig Boltzmann, Hermann von Helmholtz, Ernst Mach, Max Planck et Wilhelm Ostwald, entre autres. Il a contribué au Dictionary of Scientific Biography, par exemple sur Mach. En 1961, il publie un livre dans une maison d'édition mennonite sur l'histoire de l'utilisation pacifique et militaire de l'énergie nucléaire et ses aspects moraux (réactions des représentants de l'église, des scientifiques et des politiciens à leur contrôle).
En 1975, il est devenu membre de l'Académie américaine des arts et des sciences et en 1973/74, il a été président de la History of Science Society. Il a également été membre de l'Association américaine pour l'avancement des sciences et a dirigé sa section sur l'histoire et la philosophie des sciences de 1982 à 1986. De 1982 à 1985, il a été président du département d'histoire des sciences de l'Union internationale d'histoire et de philosophie des sciences et de la technologie. Depuis 1988, il est membre de l'Académie saxonne des sciences de Leipzig et de l'Académie internationale d'histoire des sciences. En 1989, il est membre (en) de la Société américaine de physique.
Il était citoyen canadien et américain. Mary Jo Nye, dont il a supervisé la thèse de doctorat en histoire des sciencesen 1970, a souligné son soutien égalitaire aux étudiantes.

## Publications
- The Impact of Atomic Energy, Faith and Life Press, Newton/Kansas 1961
- Historical Roots of the Principle of Conservation of Energy, State Historical Society of Wisconsin for the Department of History, University of Wisconsin 1962
- The Conception of Thermodynamics in the Scientific Thought of Mach and Planck, Ernst Mach Institut, Freiburg 1968